# Helicochetus monodon
Helicochetus monodon är en mångfotingart som beskrevs av Kraus 1960. Helicochetus monodon ingår i släktet Helicochetus och familjen Odontopygidae. Inga underarter finns listade i Catalogue of Life.